# Sakristian/Fornkyrkan
Sakristian/Fornkyrkan är en kyrkobyggnad i friluftsmuseet Norra berget i Sundsvall.
Kyrkan utgör egentligen bara en kopia av sakristian i Lidens gamla kyrka. Den ursprungliga tanken från början var att bygga en kopia av hela kyrkan men man nöjde sig slutligen med enbart sakristian, som används vid gudstjänster, bröllop och liknande. Sakristian/Fornkyrkan invigdes 1913.